# Stockalperkanal

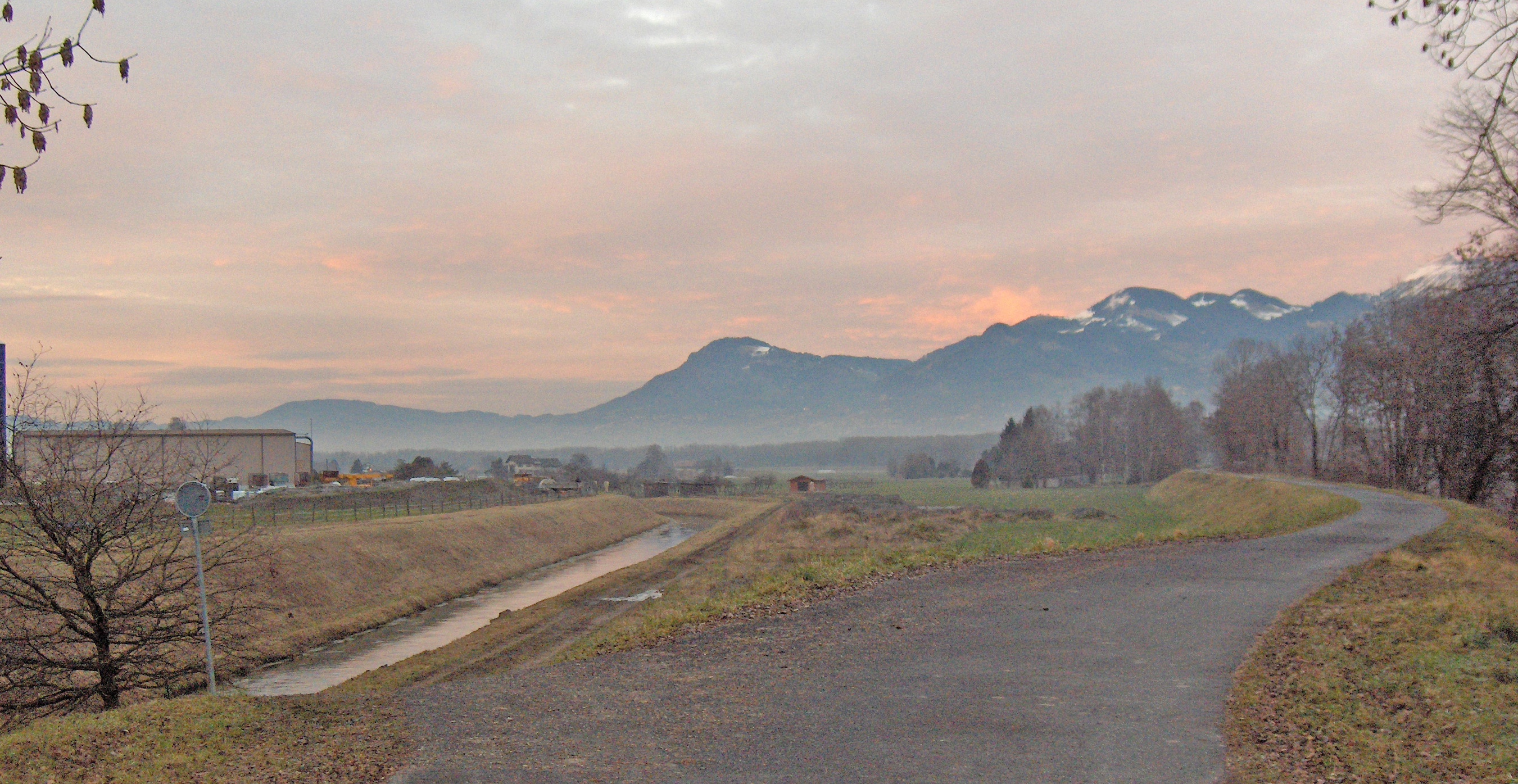
Der Stockalperkanal bei Vouvry

Der Stockalperkanal ist ein ehemaliger künstlicher Wasserweg aus dem 17. Jahrhundert im Wallis, der heute als zentrales Teilstück des Entwässerungssystems im Gebiet der Rhoneebene im Chablais dient.

## Geschichte
Der Kanal liegt im Walliser Teil der Chablaisebene westlich der Rhone. Der kurz nach der Mitte des 17. Jahrhunderts im Auftrag des Walliser Kaufmanns Kaspar Stockalper errichtete schmale Wasserweg, der noch heute den Namen Canal Stockalper trägt, begann früher bei der Ortschaft Collombey am Fuss des Berges Pointe de Bellevue neben der alten Landstrasse von Monthey nach Le Bouveret. Von 1651 bis 1659 wurde die etwa 8,5 Kilometer lange Strecke von Collombey in nahezu gerader Linie durch die weite, sumpfige Ebene neben den Ortschaften Muraz und Vionnaz bis nach Vouvry ausgehoben, wo er am Rand des Auenwaldes etwa einen Kilometer südlich der Burg von Porte-du-Scex in die Rhone mündete, die hier nahe am Bergfuss auf der westlichen Seite der Ebene verläuft.
Über den Kanal, der auf dieser Strecke ein Gefälle von nur etwa 10 m aufwies, konnten Handelswaren mit kleinen Barken befördert werden. Bei der schwachen Strömung war es möglich, die Boote mithilfe von Stacheln zu bewegen. Im obersten Abschnitt ist seit dem 19. Jahrhundert ein Feldweg neben dem Kanal bezeugt, der allenfalls auch das Treideln erlaubt hätte.
Kaspar Stockalper, der seit 1648 das Monopol für die Versorgung des Wallis mit Salz besass, dachte an einen langen Wasserweg, der vom Genfersee bis in das mittlere Wallis geführt hätte. Die Rhone mit ihrer wilden Wasserführung war für die Handelsschifffahrt nicht geeignet. Der etwa 159 km lange künstliche Kanal hätte den bedeutenden Höhenunterschied zwischen dem Genfersee und Brig mit insgesamt etwa 80 Schleusen überwunden. Die dafür nötige Wasserbautechnik war von den ersten grösseren Kanalprojekten in Frankreich im frühen 16. Jahrhundert wie etwa dem Canal de Briare bekannt. Nach dem Bau der ersten Teilstrecke bei Collombey und Vouvry durch den Baumeister Jean de Vantéry aus Monthey blieb das Projekt jedoch unvollendet, und somit war der Warentransport im Wallis weiterhin auf den Landweg angewiesen. Und als Stockalper im Jahr 1678 seine Position als führender Walliser Grosskaufmann verlor, bestand im Land kein Interesse mehr an einer modernen Wasserstrasse.
Der nicht mehr für den Handelsverkehr benützte Kanal im Chablais erwies sich hingegen als für die Entwässerung der Sumpfgebiete nützlich. Zwischen Collombey und Vouvry fliesst rund ein halbes Dutzend Bergbäche – Torrent neuf, Torrent des Glariers, Torrent de Greffe, Torrent de Mayen, Torrent de l’Avançon, Le Pessot, Le Fossau – aus dem Gebirgsmassiv in die Rhoneebene. Ihr Abfluss wurde im Stockalperkanal gesammelt und zur Rhone abgeführt. Und dazwischen legten die Gemeinden zahlreiche kleinere Entwässerungskanäle an, um Kulturland zu gewinnen. Oberhalb von Collombey wurden auch Gräben aus dem Gebiet der Stadt Monthey – so der aus der Vièze abgeleitete Mühlebach Meunière Ruisseau – zum alten Stockalperkanal geleitet, die für dessen Wasserhaltung unerlässlich waren. Weite Feuchtgebiete in der Nähe der Rhone und neben dessen Auenwald blieben noch lange bestehen, diese Flächen waren ausserdem stets von den Hochwassern im Wallis bedroht.
Die im Jahr 1859 eröffnete Eisenbahnlinie Saint-Gingolph–Saint-Maurice verläuft in der Ebene auf einer Linie nahe beim Stockalperkanal. In der Nähe der Station von Vouvry musste der Wassergraben wegen der Lage des Bahndamms auf einem Teilstück begradigt werden. Weil die Bahn das Sumpfgebiet durchschneidet, wurden beidseits des Trassees neue Entwässerungsgräben angelegt.

Der Stockalperkanal (links) bei der Burg von Porte-du-Scex. Postkarte um 1900

Das Wasserregime in der Rhonebeene und im Stockalperkanal änderte sich wesentlich durch die Erste Rhonekorrektion im späten 19. Jahrhundert. Mit dem Gesetz zum Hochwasserschutz von 1833 erhielt der Kanton Wallis die Möglichkeit, den früher den Gemeinden überlassenen Hochwasserschutz wirksam zu koordinieren. Doch erst nach einer weiteren schweren Überschwemmung im Jahr 1860 liess die vom Kanton Wallis um Unterstützung gebetene Schweizerische Eidgenossenschaft durch die Wasserbauexperten Friedrich Wilhelm Hartmann und Leopold Blotnitzki einen Plan für die Rhonekorrektion ausarbeiten. Die empfohlenen Massnahmen im Chablais wurden von den Kantonen Wallis und Waadt gemeinsam ausgeführt. Dem Fluss entlang entstanden von Saint-Maurice bis zum Genfersee hohe Seitendämme. Dadurch waren die beiden Seiten der Rhoneebene und auch kleinere Seitenbäche vom Fluss abgeschnitten. Deshalb entstand gleichzeitig mit den Arbeiten am Flussbett ein neues Netz von Entwässerungsgräben bis zum Genfersee. Links der Rhone verlängerte man zu diesem Zweck den Stockalperkanal zur Porte du Scex, wo er die Bahnlinie unterquert, und durch das Gebiet von Port-Valais bis zur Mündung in den See bei Le Bouveret. Im Jahr 1879 war der Bau der Kanalverlängerung abgeschlossen. Vor Le Bouveret nimmt der Kanal das Wasser aus dem Drainagekanal Canal de la Bâche auf. Auf dem Talboden oberhalb von Collombey fliesst das Wasser seit der Zweiten Rhonekorrektion im 20. Jahrhundert durch den Graben des Canal du Bras Neuf ab; dieser beginnt bei Massongex, unterquert bei Monthey das begradigte und von Dämmen geschützte Flussbett im Unterlauf der Vièze, passiert den See Les Mangettes und mündet nördlich von Muraz in den Stockalperkanal, dessen Einzugsbereich dadurch um etwa 3 Quadratkilometer grösser geworden ist.

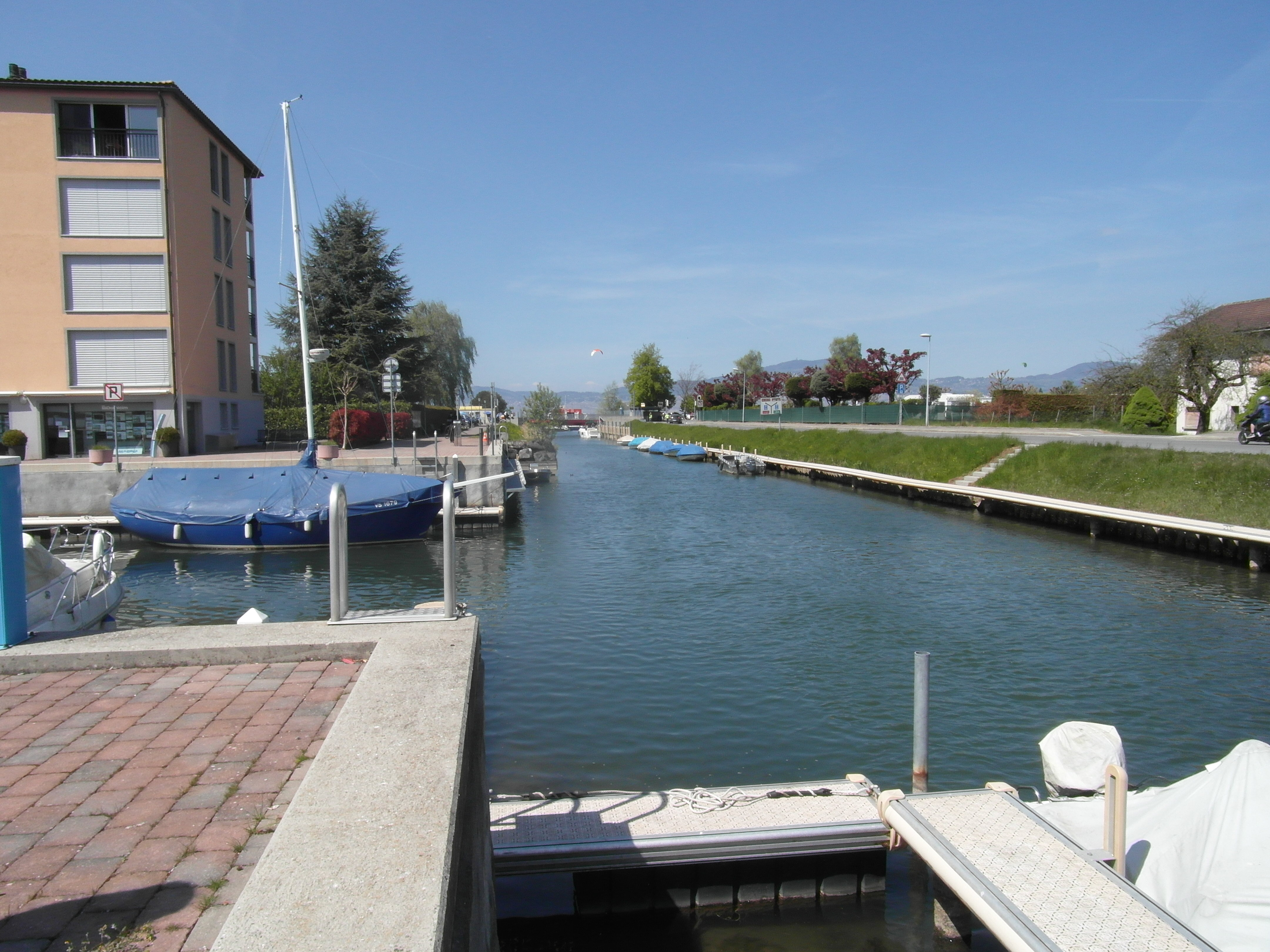
Ein Abschnitt des ausgebauten Stockalperkanals in Le Bouveret

Der ausgebaute Kanal hat seit dem Ausbau eine Länge von 14'000 Metern. Der Querschnitt seines künstlichen Gerinnes nimmt wegen den zahlreichen Zuflüssen zum Genfersee hin stetig zu: bei Collombey ist es etwa 2 m breit und einen halben Meter tief und bei der Mündung in den See 11 m breit und etwa 1,5 m tief.
Im unteren Abschnitt dient der Kanal auch als Fischereigewässer. Wegen starker Verschmutzung der Gewässer war die Fischerei in einem Teil des Einzugsgebiets des Kanals zeitweise verboten. 2022 wurde die Fischerei erneut auf unbestimmte Zeit verboten, da die Fische mit PFAS belastet waren. Die Verseuchung des Grundwassers des Chablais führe laut Kanton auf die Verwendung von Feuerlöschschaum auf den Geländen der ehemaligen Raffinerie und des Chemiestandorts in Monthey zurück. Bei Le Bouveret befinden sich zahlreiche Bootsanlegestellen im Stockalperkanal und in den daran anschliessenden Hafenbereichen mit der Wohnsiedlung Marina Port-Valais–Le Bouveret.
Seit der Ersten Rhonekorrektion wird in ähnlicher Weise die Ebene auf der östlichen, waadtländischen Seite des Flusses unterhalb von Saint-Triphon mit dem damals neu geschaffenen Grand Canal, der bei Aigle den Wildbach Grande Eau unterquert, entwässert.